# Paragus minutus
Paragus minutus är en tvåvingeart som beskrevs av Hull 1938. Paragus minutus ingår i släktet stäppblomflugor, och familjen blomflugor. Inga underarter finns listade i Catalogue of Life.